# Temporada 1989-1990 del FC Barcelona (femení)
La temporada 1989-90 és la 2a en la història del Club Femení Barcelona.

## Desenvolupament de la temporada
Les jugadores queden cinquenes classificades a la Lliga Nacional i renuncien a jugar la Copa de la Reina. A finals de temporada degut als mals resultats hi ha canvi d'entrenador i Luis de la Pena agafa l'equip a la jornada 18 de lliga.

## Jugadores i cos tècnic

### Plantilla 1989-90
La plantilla i el cos tècnic del primer equip per a l'actual temporada (manca informació) són els següents:
| N. | Pos. | Nac. | Jugador          |
| -- | ---- | --- | ---------------- |
| —  | DEF  | [[Fitxer:Flag of Catalonia.svg\|23x15px\|border \|alt=Catalunya\|link=Selecció de futbol de Catalunya\|{{#if:\|]] | Kety Pulido      |
| —  |      | [[Fitxer:Flag placeholder.svg\|23x15px\| \|alt=\|link=Selecció de futbol\|{{#if:\|]]                              | Àfrica Ocaña     |
| —  |      | [[Fitxer:Flag placeholder.svg\|23x15px\| \|alt=\|link=Selecció de futbol\|{{#if:\|]]                              | Guadalupe Villar |
| —  |      | [[Fitxer:Flag placeholder.svg\|23x15px\| \|alt=\|link=Selecció de futbol\|{{#if:\|]]                              | Montse Vidal     |
| —  |      | [[Fitxer:Flag placeholder.svg\|23x15px\| \|alt=\|link=Selecció de futbol\|{{#if:\|]]                              | Gemma Homar      |

| N. | Pos. | Nac.                                                                                 | Jugador          |
| -- | ---- | ------------------------------------------------------------------------------------ | ---------------- |
| —  |      | [[Fitxer:Flag placeholder.svg\|23x15px\| \|alt=\|link=Selecció de futbol\|{{#if:\|]] | Montse Sánchez   |
| —  |      | [[Fitxer:Flag placeholder.svg\|23x15px\| \|alt=\|link=Selecció de futbol\|{{#if:\|]] | Olga Huertas     |
| —  |      | [[Fitxer:Flag placeholder.svg\|23x15px\| \|alt=\|link=Selecció de futbol\|{{#if:\|]] | Sagrario Serrano |
| —  |      | [[Fitxer:Flag placeholder.svg\|23x15px\| \|alt=\|link=Selecció de futbol\|{{#if:\|]] | Esther           |
| —  |      | [[Fitxer:Flag placeholder.svg\|23x15px\| \|alt=\|link=Selecció de futbol\|{{#if:\|]] | Ariana           |

### Cos tècnic 1989-90
- Entrenador:  Ramon Carrión
- Entrenador:  Luis de la Pena

## Partits
Victòria       Empat       Derrota

### Lliga
| 24 de setembre de 1989 | Escuela de Fútbol Asociación de Vecinos La Chimenea | 2-4   | Club Femení Barcelona | Madrid, Comunitat de Madrid |  |
| Jornada 1              |                                                     | [ 3 ] |                       |                             |  |

| 1 d'octubre de 1989 | Club Femení Barcelona | 8-2   | Puente Castro FC | Barcelona, Catalunya                        |  |
| Jornada 2           |                       | [ 3 ] |                  | Zona Esportiva del FC Barcelona Catalunya · |  |

| 8 d'octubre de 1989 | Centre d'Esports Sabadell Futbol Club (femení) | 3-2   | Club Femení Barcelona | Sabadell, Catalunya |  |
| Jornada 3           |                                                | [ 3 ] |                       |                     |  |

| 22 d'octubre de 1989 | Club Femení Barcelona | 4-1   | Complutense | Barcelona, Catalunya                        |  |
| Jornada 4            |                       | [ 3 ] |             | Zona Esportiva del FC Barcelona Catalunya · |  |

| 29 d'octubre de 1989 | Club Femení Barcelona | 2-3   | Atlético Villa de Madrid | Barcelona, Catalunya                        |  |
| Jornada 5            |                       | [ 3 ] |                          | Zona Esportiva del FC Barcelona Catalunya · |  |

| 12 de novembre de 1989 | Club Deportivo Oroquieta Villaverde | 1-1   | Club Femení Barcelona | Madrid, Comunitat de Madrid |  |
| Jornada 6              |                                     | [ 3 ] |                       |                             |  |

| 19 de novembre de 1989 | Club Femení Barcelona | 2-4   | Olímpico Fortuna (femení) | Barcelona, Catalunya                        |  |
| Jornada 7              |                       | [ 3 ] |                           | Zona Esportiva del FC Barcelona Catalunya · |  |

| 7 de gener de 1990 | Publi sport | 1-1   | Club Femení Barcelona | València, Comunitat Valenciana |  |
| Jornada 8          |             | [ 3 ] |                       |                                |  |

| 14 de gener de 1990 | Club Femení Barcelona | 3-0   | Club de Fútbol Femenino Parque Alcobendas | Barcelona, Catalunya                        |  |
| Jornada 9           |                       | [ 3 ] |                                           | Zona Esportiva del FC Barcelona Catalunya · |  |

| 21 de gener de 1990 | Penya Barcelonista Barcilona | 1-0   | Club Femení Barcelona | Barcelona, Catalunya |  |
| Jornada 10          |                              | [ 3 ] |                       |                      |  |

| 4 de febrer de 1990 | Club Femení Barcelona | 2-5   | Reial Club Deportiu Espanyol de Barcelona | Barcelona, Catalunya                        |  |
| Jornada 11          |                       | [ 3 ] |                                           | Zona Esportiva del FC Barcelona Catalunya · |  |

| 18 de març de 1990 | Club Femení Barcelona | 0-3   | Escuela de Fútbol Asociación de Vecinos La Chimenea | Barcelona, Catalunya                        |  |
| Jornada 12         |                       | [ 3 ] |                                                     | Zona Esportiva del FC Barcelona Catalunya · |  |

| 25 de març de 1990 | Puente Castro FC | 1-2   | Club Femení Barcelona | Lleó Castella i Lleó |  |
| Jornada 13         |                  | [ 3 ] |                       |                      |  |

| 1 d'abril de 1990 | Club Femení Barcelona | 1-1   | Centre d'Esports Sabadell Futbol Club (femení) | Barcelona, Catalunya                        |  |
| Jornada 14        |                       | [ 3 ] |                                                | Zona Esportiva del FC Barcelona Catalunya · |  |

| 15 d'abril de 1990 | Complutense | 1-1   | Club Femení Barcelona | Alcalá de Henares, Comunitat de Madrid |  |
| Jornada 15         |             | [ 4 ] |                       |                                        |  |

| 22 d'abril de 1990 | Atlético Villa de Madrid | 2-1   | Club Femení Barcelona | Madrid, Comunitat de Madrid |  |
| Jornada 16         |                          | [ 3 ] |                       |                             |  |

| 29 d'abril de 1990 | Club Femení Barcelona | 3-1   | Club Deportivo Oroquieta Villaverde | Barcelona, Catalunya                        |  |
| Jornada 17         |                       | [ 3 ] |                                     | Zona Esportiva del FC Barcelona Catalunya · |  |

| 6 de maig de 1990 | Olímpico Fortuna (femení) | 1-3   | Club Femení Barcelona | Madrid, Comunitat de Madrid |  |
| Jornada 18        |                           | [ 3 ] |                       |                             |  |

| 13 de maig de 1990 | Club Femení Barcelona | 3-1   | Publi sport | Barcelona, Catalunya |  |
| Jornada 19         |                       | [ 3 ] |             |                      |  |

| 20 de maig de 1990 | Club de Fútbol Femenino Parque Alcobendas | 0-4   | Club Femení Barcelona | Alcobendas, Comunitat de Madrid |  |
| Jornada 20         |                                           | [ 3 ] |                       |                                 |  |

| 27 de maig de 1990 | Club Femení Barcelona | 2-3   | Penya Barcelonista Barcilona | Barcelona, Catalunya                        |  |
| Jornada 21         |                       | [ 3 ] |                              | Zona Esportiva del FC Barcelona Catalunya · |  |

| 3 de juny de 1990 | RCD Espanyol (femení) | 3-1   | Club Femení Barcelona | Barcelona, Catalunya |  |
| Jornada 22        |                       | [ 3 ] |                       |                      |  |